# ワークアップ
ワークアップ(Work-up)は、化学反応で得られた生成物を単離・精製するのに必要な一連の操作である。
良く用いられる手順としては、以下のようなものがある。
- 反応をクエンチして未反応の試薬を不活性化する。
- 反応混合物を冷却するか、貧溶媒を加えて塩析し、ろ過、デカンテーション、遠心分離等により固体成分を収集または除去する。
- 蒸発により溶媒を除去する。
- 液液抽出により反応混合物を有機相と水相に分離する。
- クロマトグラフィー、蒸留、再結晶等により精製する。

例えば、臭化フェニルマグネシウムと二酸化炭素（ドライアイス）のグリニャール反応で、安息香酸の共役塩基が生成する。目的の物質である安息香酸は、以下のワークアップにより得られる。
- グリニャール試薬を含む反応混合物は、ウォーターバスで室温まで温め、過剰なドライアイスを蒸発させる。
- 水を加え、残ったグリニャール試薬をクエンチする。
- 反応混合物に希塩酸を加え、安息香酸塩をプロトン化し、マグネシウム塩を溶解させる。不純な安息香酸の白色結晶が得られる。
- 安息香酸に水を加えてデカンテーションし、水溶性の不純物を除去する。さらに水を加え、加熱して、均質な溶液とする。
- 水溶液を室温までゆっくり冷やし、その後アイスバスに入れて安息香酸を再結晶させる。
- 再結晶した安息香酸をブフナー漏斗で集め、空乾して、純粋な安息香酸を得る。